# Elektronisches Studio Basel

Logo

Das Elektronische Studio Basel ist ein 1987 durch Thomas Kessler aufgebautes Institut der Hochschule für Musik der Musik-Akademie der Stadt Basel. Am Studio können „Musiktheorie und Komposition“ sowie Audiodesign auf Bachelor und Master studiert werden. Seit 2003 leitet Erik Oña die Einrichtung.

## Geschichte
Ab 1956 wurden Akustik-Veranstaltungen durch den Tonmeister Max Adam am Konservatorium gehalten. David Johnson war bis 1984 für den elektronischen Bereich zuständig. Thomas Kessler baute dann 1987 das elektronische Studio in seiner heutigen Form auf. Hanspeter Kyburz wurde sein Nachfolger. Seit 2003 ist Erik Oña dessen Leiter. Während dieser Zeit wurde eine Zusammenarbeit mit dem Ensemble Phoenix Basel und der Hochschule Luzern aufgebaut. Fred van der Kooij und Heinz Holliger wirkten an Projekten ebenda.
Die Software Max/MSP erweitert den Handlungsspielraum des Institutes. Ein aktuell wichtiges Forschungsfeld ist die „Kommunikation Mensch und Maschine“. Forschungsarbeiten handeln von Infrared Multi Action Tracker (IRMAT) und Interface for Fonts and Musicnotation (IFAM). Im Mittelpunkt steht dabei die Neue Musik. Eine ehemalige Arbeit konzentrierte sich auf die Entwicklung von Spezialisation der Algorithmen für Birmingham ElectroAcoustic Sound Theatre (BEAST) in Zusammenarbeit mit der University of Birmingham. Ausserdem wurden CDs von Carola Bauckholt (mit dem WDR), Conlon Nancarrow (mit der Paul Sacher Stiftung und dem WDR) und Edgard Varèse (mit der Paul Sacher Stiftung, der Stiftung Basler Orchester und dem Museum Tinguely) aufgenommen.
Das Elektronische Studio veranstaltet alljährlich das internationale „dBâle electronic music festival“. In: Bruno Spoerri (Hg.): Musik aus dem Nichts. Die Geschichte der elektroakustischen Musik in der Schweiz. Chronos, Zürich 2010, ISBN 978-3-03-401038-2, S. 107–123.

## Gastkomponisten
Die Stipendiaten (derzeit Takayuki Rai, David Berezan und Jonty Harrison) dürfen sich im Kulturhaus „Zum kleinen Markgräflerhof“, einer Liegenschaft der Stiftung Bartels Fondation aufhalten.